# Jean-Marc Narbonne
Pour les articles homonymes, voir Narbonne.
Jean-Marc Narbonne est un professeur de philosophie québécois, spécialiste de philosophie grecque, plus particulièrement de l'Antiquité tardive (Plotin), et il s'intéresse également à l'influence de la culture critique grecque dans le monde moderne (Antiquité critique et modernité. Essai sur le rôle de la pensée critique en Occident, Les Belles Lettres, 2016). Il est Directeur de la collection Zêtêsis aux Presses de l’Université Laval, et fut nommé  doyen de la Faculté de philosophie de l'Université Laval (1994-2002). Il y est désormais, depuis 1999, professeur titulaire et il est aussi titulaire de la Chaire de recherche du Canada en Antiquité Critique et Modernité Émergente (2013-2021 et 2022-2029), chaire en lien avec de nombreux chercheurs à travers le monde. Il est membre de la Société Royale du Canada (2018).

## Biographie
Jean-Marc Narbonne naît en 1957 dans la Ville de Laval au Québec. Vers la fin des années 1970, il commence ses études supérieures à Montréal par un Baccalauréat en philosophie à l'UQÀM (1982) et ensuite avec une Maîtrise en Littérature comparée à l'Université de Montréal (1984), portant sur les Confessions de Saint Augustin. C'est d'ailleurs durant cette période qu'il côtoie entre autres, Josiane Boulad-Ayoub, Georges Leroux, Pierre Aubenque (Olivier Clain est l'un de ses condisciples), des philosophes canadiens dont l'influence explique en partie, plus tard chez lui, le virage de sa pensée vers l'héritage critique de la pensée grecque au-delà de ses dimensions métaphysiques, la considérant comme l'initiatrice majeure de l'esprit démocratique occidental (open-society). Après ses études au Canada, Jean-Marc Narbonne poursuit sa formation philosophique en France où il effectue à l'Université de Paris-Sorbonne (Paris IV), d'abord un Diplôme d'études approfondies en philosophie (1985) et par la suite un Doctorat en philosophie (1988). C'est lors de son passage en Europe qu'il se spécialise, au côté de Jean Pépin son directeur de thèse, en philosophie antique (nombreux échanges avec Pierre Aubenque, Pierre Hadot, Luc Brisson, Alain-Philippe Segonds, etc.) plus précisément dans l'étude du néoplatonisme, en devenant un spécialiste de la pensée plotinienne. Il poursuivra ensuite des études post-doctorales à la Ludwig-Maximilian Universität de Munich (1988-1989), sous la direction de Werner Beierwaltes.
De retour au Québec, au début des années 1990, Jean-Marc Narbonne débute dans l'enseignement universitaire à la Faculté de philosophie de l'Université Laval. Il y occupe le poste de professeur adjoint en philosophie antique et plus tard, occupera le poste de doyen à partir de 1996 jusqu'en 2004, en succédant à François Routhier. De plus, c'est à ce moment qu'il  fondera la collection Zêtêsis aux Presses de l'Université Laval. Une collection (48 volumes parus à ce jour) ayant pour but de rendre accessible des ouvrages portant autant sur l'histoire de la philosophie que sur les enjeux philosophiques les plus contemporains.
En 2004, après son mandat de 8 ans au décanat, Jean-Marc Narbonne se consacre principalement à la recherche et à l’enseignement de la philosophie antique tout en effectuant une nouvelle traduction intégrale, revue et commentée des traités de Plotin (anciennement les Ennéades) pour les éditions Les Belles Lettres, dont le premier tome (Traité 1 (I, 6), Sur le beau ) est sorti en 2014. D'autre part, Jean-Marc Narbonne, au début du XXIe siècle, amorce un tournant dans ses activités philosophiques. En effet, il met alors sur pied un projet de recherche à très large échelle portant sur la spécificité culturelle de la Grèce antique et son impact dans la culture occidentale, notamment à l'époque moderne. Ce projet épouse rapidement une nouvelle forme, lorsqu'il se voit sommé, en 2015, à la Chaire de recherche du Canada en antiquité critique et modernité émergente (ACMÉ), laquelle rassemble plusieurs chercheurs de multiples horizons à travers le monde, comme entre autres Philippe Hoffmann, Alain de Libera, expert de la philosophie médiévale, Hans-Jürgen Lüsebrink, Douglas Hedley et Paul-Hubert Poirier.
En 2016, Jean-Marc Narbonne publie l'essai Antiquité critique et modernité aux éditions Les Belles Lettres, premier ouvrage portant sur les Lumières grecques dans le cadre de ses recherches. Ce livre, tout en remportant un important succès au Québec et à l'étranger, se voit aussi attribué Le Prix du livre de philosophie par l'Association canadienne de philosophie.
Depuis janvier 2020, il est l'animateur d'une web-série réalisée par Jean-Samuel Angers intitulée "Les lumières grecques". Celle-ci présente sous l'angle démocratique, philosophique et civilisationnel, la filiation culturelle et politique entre l'ethos grec antique et l'Occident du XXIe siècle. De plus, cette série a comme objectif de mettre en lumière et de problématiser la pensée antidémocratique de grands philosophes antiques tels que Platon ou Socrate à l'aune d'une lecture historique et libérale.
Il publie, en 2020, simultanément deux ouvrages : Sagesse cumulative et idéal démocratique chez Aristote (Vrin/Pul), et Démocratie dans l'Antigone de Sophocle. Une relecture philosophique (Vrin/Pul).

### Formation universitaire
- Postdoctorat, Université Ludwig Maximilian (Munich), 1989-1990.
- Doctorat, Université de Paris-Sorbonne (Paris IV), 1988.
- Diplôme d'études approfondies en philosophie, Université de Paris-Sorbonne (Paris IV), 1985.
- Maîtrise en littérature comparée, Université de Montréal, Montréal, 1984.
- Baccalauréat en philosophie, Université du Québec à Montréal, (UQÀM ), Montréal, 1982.

### Fonctions académiques
- Doyen de la faculté de Philosophie de l'université Laval, 1996-2004
- Professeur titulaire, Faculté de philosophie de l'Université Laval, 1999-
- Professeur agrégé, Faculté de philosophie de l'Université Laval, 1995-1999
- Professeur adjoint, Faculté de philosophie de l'Université Laval, 1990-1995
- Titulaire de la chaire de recherche en Antiquité Critique et Modernité Émergente (ACMÉ), 2012-2021 (renouvellement 2022-2029)

## Idées principales et apports à la philosophie
Spécialiste de philosophie grecque et de l'antiquité tardive, Jean-Marc Narbonne s’intéresse à la question de l’influence de la pensée critique grecque (politique, esthétique, métaphysique) sur le développement ultérieur de la culture occidentale et sur d'autres cultures. L'originalité de son approche, au-delà du commentaire savant d'ouvrages antiques et de l'enseignement, consiste en l'étroite mise en rapport du questionnement critique grec (il rejoint par là des auteurs aussi différents que K. Popper, H. Blumenberg, C. Castoriadis, M. Gauchet, G. E. R. Lloyd) avec les aspects critiques  et libéraux de la pensée moderne et contemporaine.

### La tradition métaphysique et hénologique néoplatonicienne
Le premier pôle de sa pensée, dans la foulée des travaux de W. Beierwaltes, fut l'étude de la portée philosophique de l'hénologie et du mysticisme plotinien dans la tradition occidentale, bien à distance de la lecture heideggérienne centrée sur la structure ontothéologique de la métaphysique (cf. Hénologie, Ontologie et Ereignis (Plotin – Proclus – Heidegger), 2001». S'agissant de l'héritage néoplatonicien, l'auteur soulignera entre autres, tout comme Jean-François Mattéi, l'importance de l'idée de l'au-delà de l'essence (épékeina tes ousias), suggérée dans la République de Platon, puis dynamisée par Plotin, Proclus et Damascius, et finalement réinvestie par le «mysticisme» philosophique moderne notamment chez Maître Eckhart, Bergson, et dans une version éthique chez Lévinas, voire possiblement chez Heidegger avec l'idée d'Ereignis.

### Antiquité critique et modernité
L'autre pôle de la pensée de Jean-Marc Narbonne touche les Lumières grecques dans leur rapport aux Lumières (XVIIIe siècle). En effet, l'auteur, comme on l'observe dans son œuvre Antiquité Critique et modernité, met l'accent sur l'écho récurrent du mode de pensée hellène dans la modernité occidentale, et attire l'attention sur un certain nombre d'acquis culturels et d'innovations conceptuelles hérités de la tradition grecque : la démocratie, le franc-parler, le goût de la nouveauté, la satire et la comédie, la poésie libre et surtout l'esprit critique. Selon l'auteur, l'héritage critique des hellènes, par son caractère polyphonique et sa dimension tolérante, offre par lui-même plusieurs pistes de solutions pour nombre de défis auxquels le monde moderne est confronté.
Voici quelques-uns des concepts et des traits culturels de la modernité occidentale que Jean-Marc Narbonne conçoit comme en filiation directe avec l'héritage grec :   
- Le franc-parler (parrhesia)
- L'égalité devant la loi (isonomia)
- La créativité artistique
- La licence poétique (satire et comédie)
- L'égalité de parole (isègoria)
- La confrontation des opinions, voire la culture du débat (agôn)
- L'idée de tolérance et de pluralisme
- L'idéal de démocratie
- Le privé et le public chez le citoyen dans un contexte démocratique
- Le gout pour la nouveauté (καινότης)
- Un certain désenchantement du monde
- La tradition antidémocratique chez Platon et ses racines socratiques[10]
- Une forme d'athéisme et d'agnosticisme d'esprit rationaliste
- L'esprit critique

## Œuvres et publications

### Monographies (auteur ou coauteur)
1. (2024) Jean-Marc Narbonne, Protagoras, premier penseur de la démocratie. Une relecture philosophique et historique, Paris/Québec, Vrin /Presses de l’Université Laval.
2. (2024) L’esprit critique dans l’Antiquité. La naissance de la théologie comme science, sous la direction de Jean-Marc Narbonne, C. Lafleur, O. Boulnois et Ph. Hoffmann, tome 2, Paris, Les Belles Lettres.
3. (2022)  Salut gnostique et métaphysique plotinienne. Cinq études, par Jean-Marc Narbonne, Francis Lacroix, Mauricio Pagotto Marsola et Zeke Mazur, Québec, Presses de l’Université Laval.
4. (2022) De la métaphysique à l’exigence démocratique. Entretiens avec Jean-Marc Narbonne, propos recueillis par Nicolas Comtois, Paris/Québec, Vrin/Presses de l’Université Laval.
5. (2021) Plotin, Œuvres complètes, Traités 30, 31, 32 et 33 (III 3, V, 8, V 5, II, 9), sous la direction de Lorenzo Ferroni et Jean-Marc Narbonne. Texte établi et annoté par Lorenzo Ferroni, traduit par Simon Fortier, Francis Lacroix et Jean-Marc Narbonne, introduit et annoté par Kevin Corrigan, Zeke Mazur, Jean-Marc Narbonne et John. D. Turner, Paris, Les Belles Lettres [Collection des Universités de France = Coll. Budé].
6. (2020)  Jean-Marc Narbonne, Démocratie dans l’Antigone de Sophocle. Une relecture philosophique, Paris/Québec, Vrin/ Presses de l’Université Laval [Collection Zêtêsis].
7. (2020)  Jean-Marc Narbonne, Sagesse cumulative et idéal démocratique chez Aristote, Paris/Québec, Vrin/Presses de l’Université Laval [Collection Zêtêsis].
8. (2016) Jean-Marc Narbonne, Antiquité Critique et Modernité. Essai sur le rôle de la pensée critique en Occident, Paris, Les Belles Lettres.
9. (2012) Plotin, Œuvres complètes, Traité 1, sous la direction de Jean-Marc Narbonne, Tome I, volume 1, Introduction à l’œuvre de Plotin, par Jean-Marc Narbonne, p. xi-ccl, Traité 1 (I 6), Texte établi par Lorenzo Ferroni, Introduit, traduit et annoté par Martin Achard et Jean-Marc Narbonne, Paris, Les Belles Lettres, [Collection des Universités de France = Coll. Budé].
10. (2011) Jean-Marc Narbonne, Plotinus in Dialogue with the Gnostics [Studies in Platonism, Neoplatonism and the Platonic Tradition, Volume 11], Brill, Leiden/Boston .
11. (2004) Jean-Marc Narbonne, Levinas et l’héritage grec, suivi de Cent ans de néoplatonisme en France. Une brève histoire philosophique, par Wayne Hankey, Paris/Québec, Vrin-Pul. [Traduction anglaise: Levinas and the Greek Heritage, by Jean-Marc Narbonne, followed by One Hundred Years of Neoplatonism in France, by Wayne Hankey, Paris-Leuven-Dudley, Ma, Peeters, 2006].
12. (2001) Jean-Marc Narbonne, Hénologie, ontologie et Ereignis (Plotin – Proclus – Heidegger), Paris, Les Belles Lettres, 2001 [2e tirage 2014].
13. (1998) Jean-Marc Narbonne, Plotin, Ennéade II 5 [25], Sur ce qui est en puissance et ce qui est en acte, Traduction, introduction et commentaire, Paris, Cerf.
14. (1994) Jean-Marc Narbonne, La métaphysique de Plotin, suivi de Henôsis et Ereignis : Remarques sur une interprétation heideggérienne de l'Un plotinien, 2e édition revue et augmentée, Paris, Vrin 2001, 180 p. (2e éd, 2001) [Traduction en brésilien : Jean-Marc Narbonne, A metafísica de Plotino, Tradução Mauricio Pagotto Marsola, Săo Paulo, Paulus, 2014].
15. (1993) Jean-Marc Narbonne, Plotin, Ennéade II 4 [12] « Les deux matières ». Introduction, texte grec, traduction et commentaire, précédé de « Le problème de la matière chez Plotin », Paris, Vrin.

### Articles (sélection)
- 2016 : « L’“inclassable” poétique, ou d’une exception possible à la classification traditionnelle des sciences chez Aristote », Le sujet « archéologique » et boécien. Hommage institutionnel et amical à Alain De Libera, éd. Cl. Lafleur, Paris/Québec, Vrin/PUL, 2016, p. 287-322.
- 2017 : « Les débuts de la liberté : l’input grec et ses prolongements modernes», Cahiers Verbatim, volume I, Québec, Pul, 2017, 9-27
- 2017 : « Liberté politique, liberté individuelle : le cas d’Athènes et son prolongement dans l’histoire moderne et contemporaine », Cahiers Verbatim, volume I, Québec, Pul, 2017, 29-54
- 2017: « La naissance de l’antiplatonisme politique moderne : De Pauw et Condorcet », in Reflets modernes de la démocratie athénienne, édition Jean-Marc Narbonne et Josiane Boulad-Ayoub, Québec/Paris, PUL/Hermann, 2017, p. 1-24.
- 2017: « Likely and Necessary : The Poetics of Aristotle and the Problem of Literary Leeway », Proceedings of the Boston Area Colloquium in Ancient Philosophy, ed. G. M. Gurtler et SW. Wians, Brill editor, Leiden/Boston, Volume 37, 2017, p. 69-88.
- 2018: « Too much unity in the city is destructive of the city: Aristotle against Plato’s unification project of the city », Kronos Philosophical Journal, VOLUME VII / 2018 /, p. 99-114.
- 2019:  « Considérations générales sur l’esprit critique grec », in L’esprit critique dans l’Antiquité. Critique et licence dans la Grèce antique, éd. J.-M. Narbonne, M.-A. Gavray et B. Collette, tome 1, Paris, Les Belles Lettres, p. 9-30.
- 2019: « La défense de la liberté artistique et de la fiction : une nouveauté assumée dans la Poétique d’Aristote », in L’esprit critique dans l’Antiquité. Critique et licence dans la Grèce antique, éd. J.-M. Narbonne, M.-A. Gavray et B. Collette, tome 1, Paris, Les Belles Lettres, 2019, p. 465-486.
- 2019: « Démagogie et tumulte (thorubos) en démocratie grecque », dans Émotions et Démocratie II.  Les moments où « l’Histoire sort de ses gonds » (Michelet),  Cycle de Conférences 2018/2019. Cahiers Verbatim, VI, Hiver 2019, Québec, Pul, p. 89-103.
- 2020: « Connaissances négatives et autolimitation critique du savoir. Réflexions sur l’héritage métaphysique grec », dans Negative knowledge, éd. S. Hüsch, I. Koch et Ph. Thomas, Narr Francke Attempto Verlag, Tübingen, 2020, p. 15-35.
- 2020: « Parrhèsia et critique de la démocratie chez Foucault : un cas lointain d’envoûtement platonicien ? », dans Michel Foucault – Repenser les rapports entre les Anciens et les Modernes, éd. Jean-Marc Narbonne, Hans-Jürgen Lüsebrink et Heinrich Schlange-Schöningen, Paris/Québec, Vrin/PUL, 2020, p. 3-34.
- 2020: « La teneur du ‘savoir’ gnostique selon Plotin et diverses autres sources », dans « El conocimiento occulto » : Homenaje a Francisco García Bazán, éd. J. Alby, P. A. Ciner et J. B. García Bazán, Buenos Aires, Editorial Trotta, 2020, p. 267-283.
- 2020: « Le problème de l’unité dans la cité : Platon, Aristote, Proclus », Annuaire de l'École pratique des hautes études (EPHE), Section des sciences religieuses Résumé des conférences et travaux (2018-2019), 127 | 2020, p. 119-132 référence électronique ; DOI 10.4000/asr.3276.
- 2021: « Divergences et convergences entre Plotin et les gnostiques », Riqueza e fertilidade filosóficas do neoplatonismo no medievo, n. 24 (2021), p. 34-48   https://periodicos.ufjf.br/index.php/eticaefilosofia/issue/view/1618
- 2021: « Antigone, ou la leçon de politique insoupçonnée », Revue Milieu(x) / no 6 / 2021, p. 20-23.
- 2022: « Aristotle against Plato’s unification project of the city », dans The Odyssey of Eidos. Reflections on Aristotle’s Response to Plato’s Status of Form, Mark J. Nyvlt ed., Pickwick Publications, Eugene, 2022, p. 77-98.
- 2022: « Précis du livre Sagesse cumulative et idéal démocratique chez Aristote », Philosophiques, 2022, 49 (1), p. 227-232.
- 2022: « Les meilleures raisons selon Aristote de vivre en démocratie », Aristotelica 2:31, 2022, p. 31-50. DOI:10.17454/ARIST02.02
- 2022: « Antigone sous le regard des démocrates d’Athènes », dans La Démocratie saisie par la pandémie, Cahiers Verbatim, volume VIII, PUL, 2022, p. 73-84.
- 2023: « ‘Partir à la chasse au bonheur’. Les peuples entre particularisme et universalisme chez Aristote ». Aristotelica (3), 2023, p. 1-18, https://doi.org/10.17454/ARIST03.01
- 2023: Jean-Marc Narbonne et Paul-Hubert Poirier (†), « La “philosophie première” dans le Commentaire sur la Métaphysique attribué à Alexandre d’Aphrodise (446, 8-447, 36 Hayduck) », dans V. Buffon et D. Piché (éd.), Non est excellentior status: vaquer à la philosophie médiévale. Études en hommage à Claude Lafleur, Turnhout, Brepols, 2023, p. 89-104.
- 2024: « ‘Science’ et ‘théologie’ : les contours problématiques d’une rencontre », dans L’esprit critique dans l’Antiquité. La Naissance de la théologie comme science, tome II, éd. O. Boulnois, Ph. Hoffmann, C. Lafleur et J.-M. Narbonne, Paris, Les Belles Lettres, 2024, p. 41-64.
- 2025: « Précis du livre : Protagoras, premier penseur de la démocratie. Une relecture philosophique et historique », éd. Jean-Louis Tissot et Thibault Emonet, Fribourg-Freiburg, Suisse, © 2025 Academic Press, p. 13-20.
- 2025: « Mimêsis poétique et homoiôsis musicale. Remarques sur un Aristote annonciateur de l’esthétique moderne, précurseur de Schopenhauer et de Nietzsche », En marge du récit - Enjeux critiques de la narration, sous la direction de Marie-Hélène Desmeules, Geoffroy, Mannet et Thibault Tranchant, Postface de Mark Antaki, Paris, Classiques Garnier, 2025, p. 49-70.
- 2025: « L’héritage politique de Protagoras: la démocratie comme forme de vie », dans Omnia mutantur – nihil interit. Studien zur Antikenrezeption. Festschrift für Heinrich Schlange-Schöningen zum 65. Geburtstag, Karen Aydin, Timo Klär (Hg.), LIT Verlag, 2025, p. 93-102.
- 2025: « Réceptions de la démocratie grecque /Introduction. Receptions of Greek democracy », Éthique, politique, religions. Réceptions de la démocratie grecque, 2024 –2, no 25, Revue semestrielle éditée par l’Institut de recherches philosophiques de Lyon (IRPhiL), Numéro coordonné par Thierry Gontier et Jean-Marc Narbonne, Paris, Classique Garnier, 2025, p. 11-17.

### Sur Jean-Marc Narbonne
Dossier thématique intitulé DISPUTATIO, consacré à Sagesse cumulative et idéal démocratique chez Aristote (Philosophiques, 2022, VOLUME 49, NUMÉRO 1)
- JEAN-MARC NARBONNE. Précis du livre Sagesse cumulative et idéal démocratique chez Aristote, pp. 227-232.

- GWELTAZ GUYOMARC’H. Aristote et les conditions épistémiques de la démocratie, pp. 233-239.

- MARCO ZINGANO. La Démocratie et les constitutions chez Aristote, pp. 241-249.

- VIOLETA CERVERA NOVO. Aristote et l’histoire de la « réappropriation » des Politiques : commentaires sur Sagesse cumulative et idéal démocratique chez Aristote de Jean-Marc Narbonne, pp. 251–59.

- THIERRY GONTIER. Aristote démocrate ? Les lectures de Hans Kelsen et d’Eric Voegelin, pp. 261–267.

- JULIETTE ROUSSIN. Démocratie, expertise et délibération : autour de Jean-Marc Narbonne, Sagesse cumulative et idéal démocratique chez Aristote, pp. 269–276.

### Traductions
PLOTIN, œuvres complètes, en cours aux Éditions Les Belles-Lettres,
- Tome I, Volume I: Introduction - Traité 1 (I 6), Sur le beau, publié en 2012.
- Tome II, Volume 3, Traités 30-33, publié en 2021.

## Prix, mérites et distinctions
- 2024: Médaille d'or, Conseil de Recherches en Sciences Humaines du Canada (CRSH).
- 2023: Prix ACFAS: Prix André-Laurendeau, sciences humaines, lettres et arts.
- 2017 : Le Prix du livre de l'Association canadienne de philosophie, remis au professeur Jean-Marc Narbonne en juin 2017 pour son ouvrage Antiquité critique et modernité. Essai sur le rôle de la pensée critique en Occident, paru en 2016[11].